# Galinhos
Galinhos é um município brasileiro do estado do Rio Grande do Norte. Localiza-se na Península de Galinhos, litoral norte do estado, rodeado por dunas, salinas, manguezais, praias e um rio. Galinhos tem seu acesso feito pela BR-406 e pela RN-402, distando 160 km da capital estadual, Natal.

## Geografia
Na divisão territorial do Brasil vigente desde 2017, feita pelo Instituto Brasileiro de Geografia e Estatística (IBGE), Galinhos pertence à região geográfica intermediária de Natal e à região imediata de João Câmara. Até então, na divisão em mesorregiões e microrregiões que vigorava desde 1989, fazia parte da microrregião de Macau, dentro da mesorregião Central Potiguar. Está a 160 km da capital potiguar, Natal, e a 2 399 km da capital nacional, Brasília. Banhado pelo Oceano Atlântico a norte, Galinhos possui 24,5 km de litoral, limitando-se com Jandaíra a norte, Caiçara do Norte a leste e Guamaré a oeste. Sua área territorial é de 340,769 km² (0,6453% da superfície estadual), dos quais apenas 0,8464 km² em perímetro urbano.

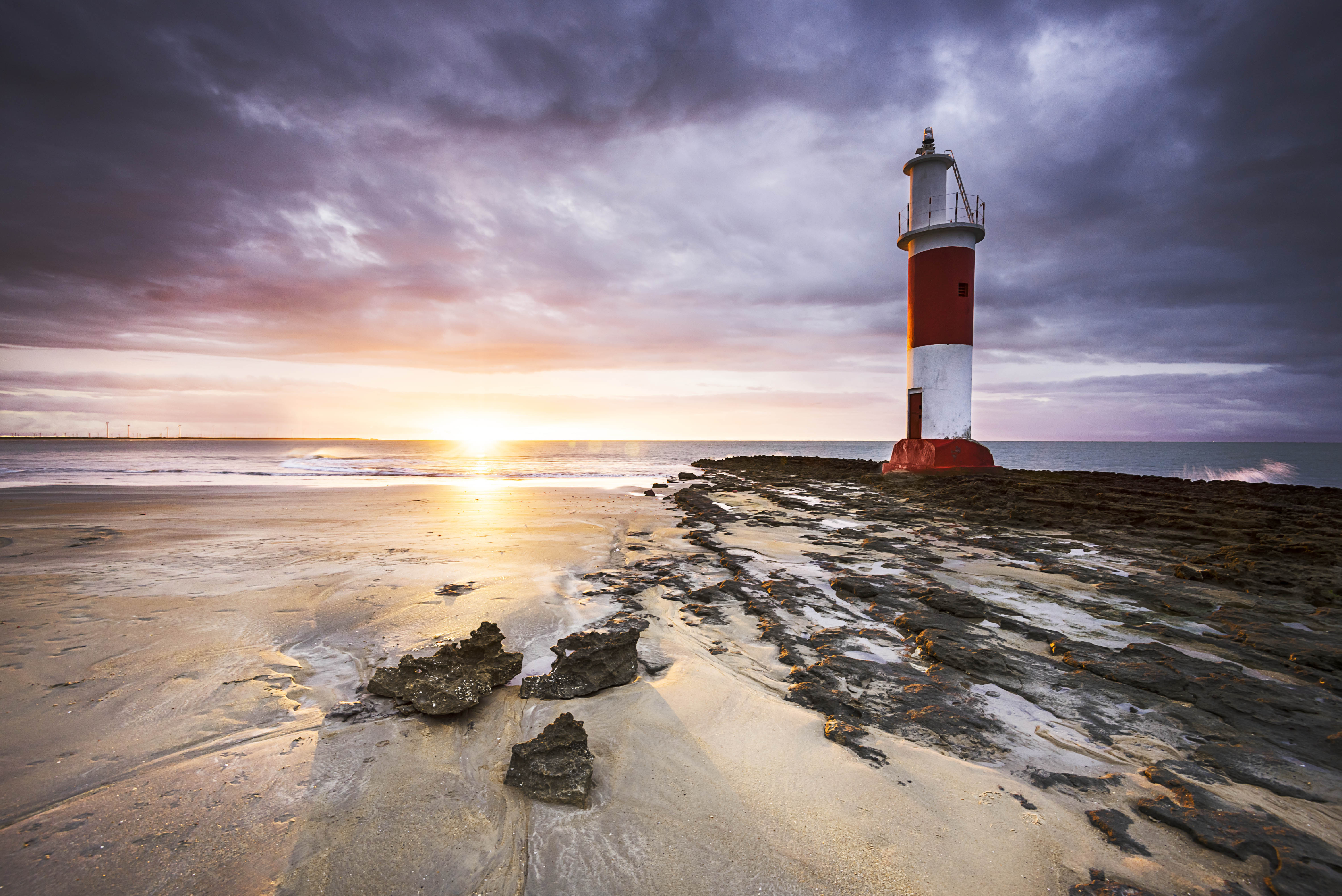
Farol de Galinhos durante um pôr do sol

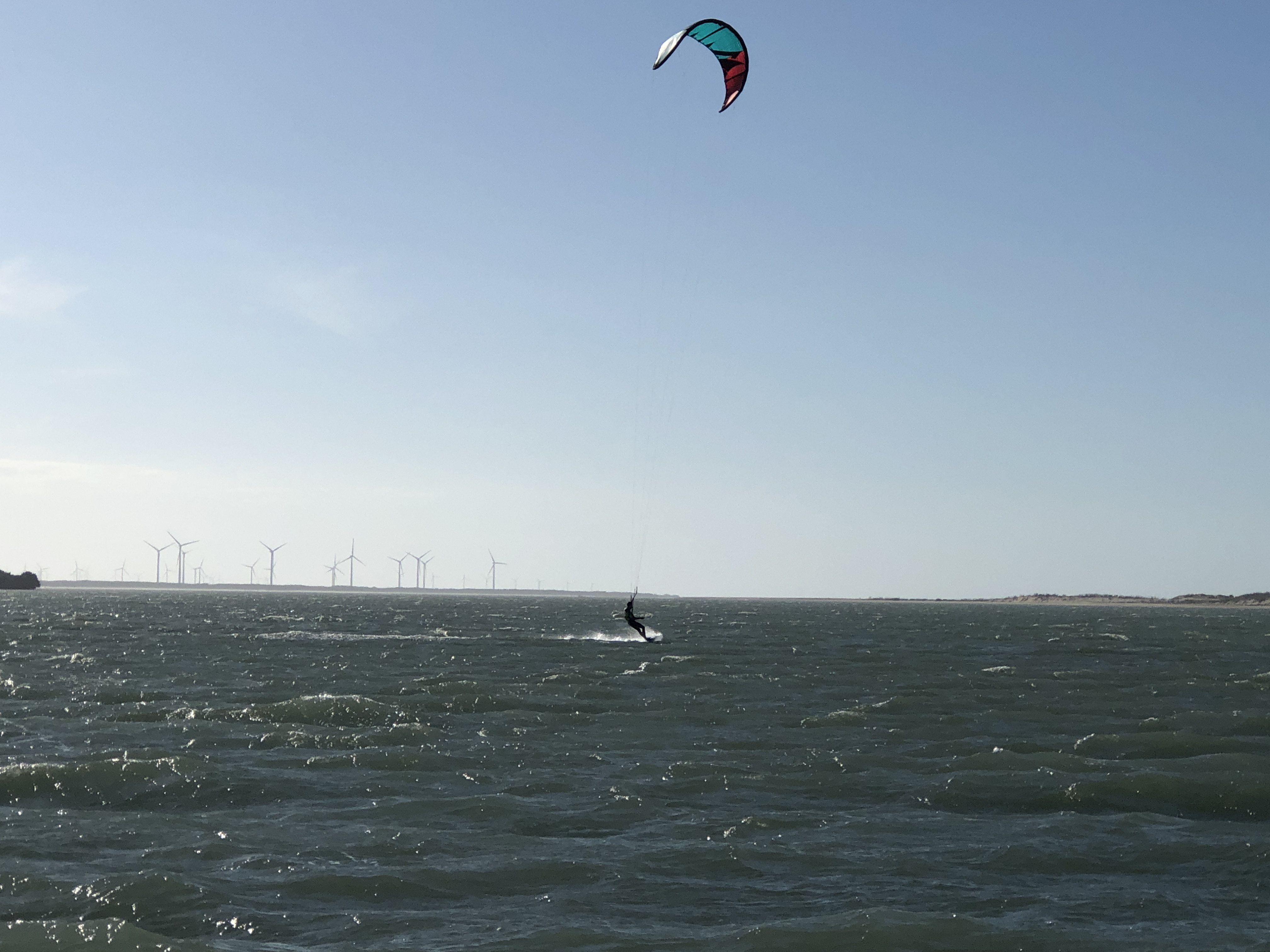
O estuário do Rio Aratuá

O relevo de Galinhos, com baixas altitudes, está inserido na planície costeira, caracterizada pela presença de dunas constituídas por areia e quartzo, modeladas pela ação dos ventos. Essa planície é sucedida pelos tabuleiros costeiros ou planaltos rebaixados, de geologia sedimentar, apresentando teores de argila em sua constituição. Nas áreas mais afastadas do mar predomina a Chapada da Serra Verde que, diferente dos tabuleiros costeiros, possui geologia cristalina. Em Galinhos predominam sedimentos do Grupo Barreiras, constituídos de arenitos e conglomerados de argilito e siltito, oriundos do período Terciário Superior. A geologia local também é marcada pela existência de sedimentos da Bacia Potiguar, provenientes do período Cretáceo, e ainda pela Formação Jandaíra, constituída por calcário, coberto pelos sedimentos do Grupo Barreiras.
Os solos de Galinhos, em sua maioria, são arenosos e pouco férteis, porém bastante permeáveis e bem drenados, caracterizando as areias quartzosas ou neossolos, existindo ainda uma área de gleissolos, chamado de solonchak na antiga classificação brasileira de solos. Esses solos são cobertos principalmente pela caatinga, uma vegetação xerófila, de pequeno porte, que perde suas folhas na estação seca. As áreas costeiras são cobertas pela restinga, com depósitos de areia, havendo ainda áreas de manguezais no estuário do rio Aratuá que, por estar constantemente sujeito ao regime de marés, possui um maior grau de salinidade.
Apesar de sua localização defronte ao mar, Galinhos possui clima semiárido, com baixo índice pluviométrico e chuvas concentradas no período de março a junho. No regime hidrográfico, Galinhos possui todo o seu território na faixa litorânea norte de escoamento difuso, sendo cortado pelos rios Aratuá, Camurupim, Catanduba, Galinhos, Pisa Sal, do Tomás e Volta do Sertão, além dos riachos do Boi, do Cabelo, da Mutuca, Santa Maria e Tubabau e dos lagos da Catanduva e Salgado.
| Dados climatológicos para Galinhos  | Dados climatológicos para Galinhos | Dados climatológicos para Galinhos | Dados climatológicos para Galinhos | Dados climatológicos para Galinhos | Dados climatológicos para Galinhos | Dados climatológicos para Galinhos | Dados climatológicos para Galinhos | Dados climatológicos para Galinhos | Dados climatológicos para Galinhos | Dados climatológicos para Galinhos | Dados climatológicos para Galinhos | Dados climatológicos para Galinhos | Dados climatológicos para Galinhos |
| Mês                                 | Jan                                | Fev                                | Mar                                | Abr                                | Mai                                | Jun                                | Jul                                | Ago                                | Set                                | Out                                | Nov                                | Dez                                | Ano                                |
| ----------------------------------- | ---------------------------------- | ---------------------------------- | ---------------------------------- | ---------------------------------- | ---------------------------------- | ---------------------------------- | ---------------------------------- | ---------------------------------- | ---------------------------------- | ---------------------------------- | ---------------------------------- | ---------------------------------- | ---------------------------------- |
| Temperatura máxima recorde (°C)     | 36,8                               | 36,8                               | 36,9                               | 36,6                               | 36,4                               | 36,5                               | 35,7                               | 37,5                               | 36,7                               | 37                                 | 37,8                               | 37,1                               | 37,8                               |
| Temperatura mínima recorde (°C)     | 23,2                               | 22,9                               | 23,1                               | 23,2                               | 22,3                               | 21,5                               | 20,8                               | 20,5                               | 22                                 | 22,8                               | 23,2                               | 22,6                               | 20,5                               |
| Fonte: EMPARN (14/11/2018-presente) |                                    |                                    |                                    |                                    |                                    |                                    |                                    |                                    |                                    |                                    |                                    |                                    |                                    |

## Demografia
Com 2 104 habitantes no último censo demográfico, Galinhos era o terceiro município menos populoso do Rio Grande do Norte, ocupando a 165ª posição dentre os 167 municípios de seu estado e a 5 409ª colocação no Brasil (de 5 570 municípios), com uma densidade demográfica de 6,17 hab/km². Com 50,86% dos habitantes do sexo masculino e 49,14% do sexo feminino, a razão de sexo era de 103,48, com 60,6% da população vivendo na zona urbana. No quesito cor ou raça, 65,49% dos habitantes se autodeclararam pardos, 28,94% brancos, 5,37% pretos e indígenas e amarelos 0,1% cada um.
Segundo o censo de 2010, o último com dados divulgados sobre religião, 72,52% eram católicos apostólicos romanos, 17,61% evangélicos e 0,1% budistas. Outros 9,67% declararam não seguir nenhuma religião e 0,11% não tinham religião determinada ou múltiplo pertencimento. Na Igreja Católica, Galinhos tem como padroeira Nossa Senhora dos Navegantes e pertence à Paróquia São José de Operário de Jandaíra. Existem ainda alguns credos protestantes ou reformados, sendo a Assembleia de Deus a principal denominação.
Galinhos possui um Índice de Desenvolvimento Humano (IDH-M) considerado baixo do Programa das Nações Unidas para o Desenvolvimento (PNUD). Segundo dados do relatório de 2010, divulgados em 2013, seu valor era 0,564, estando na 156ª posição a nível estadual e na 4 965ª colocação a nível nacional. Considerando-se apenas o índice de longevidade, seu valor é 0,723, o valor do índice de renda é 0,578 e o de educação 0,429. Em 2010, 59,02% da população viviam acima da linha de pobreza, 22,4% abaixo da linha de indigência e 18,58% entre as linhas de indigência e de pobreza. No mesmo ano, os 20% mais ricos acumulavam 60,05% do rendimento total municipal, enquanto os 20% mais pobres apenas 1,99%, sendo o índice de Gini, que mede a desigualdade social, igual a 0,575.